# SlayerS (команда)
SlayerS — бывшая корейская киберспортивная команда по StarCraft II, основанная в 2010 году. Двукратный чемпион Global StarCraft II Team League. В 2012 году команда была расформирована из-за конфликтов внутри команды и вражды между командой и eSports Federation.

## История

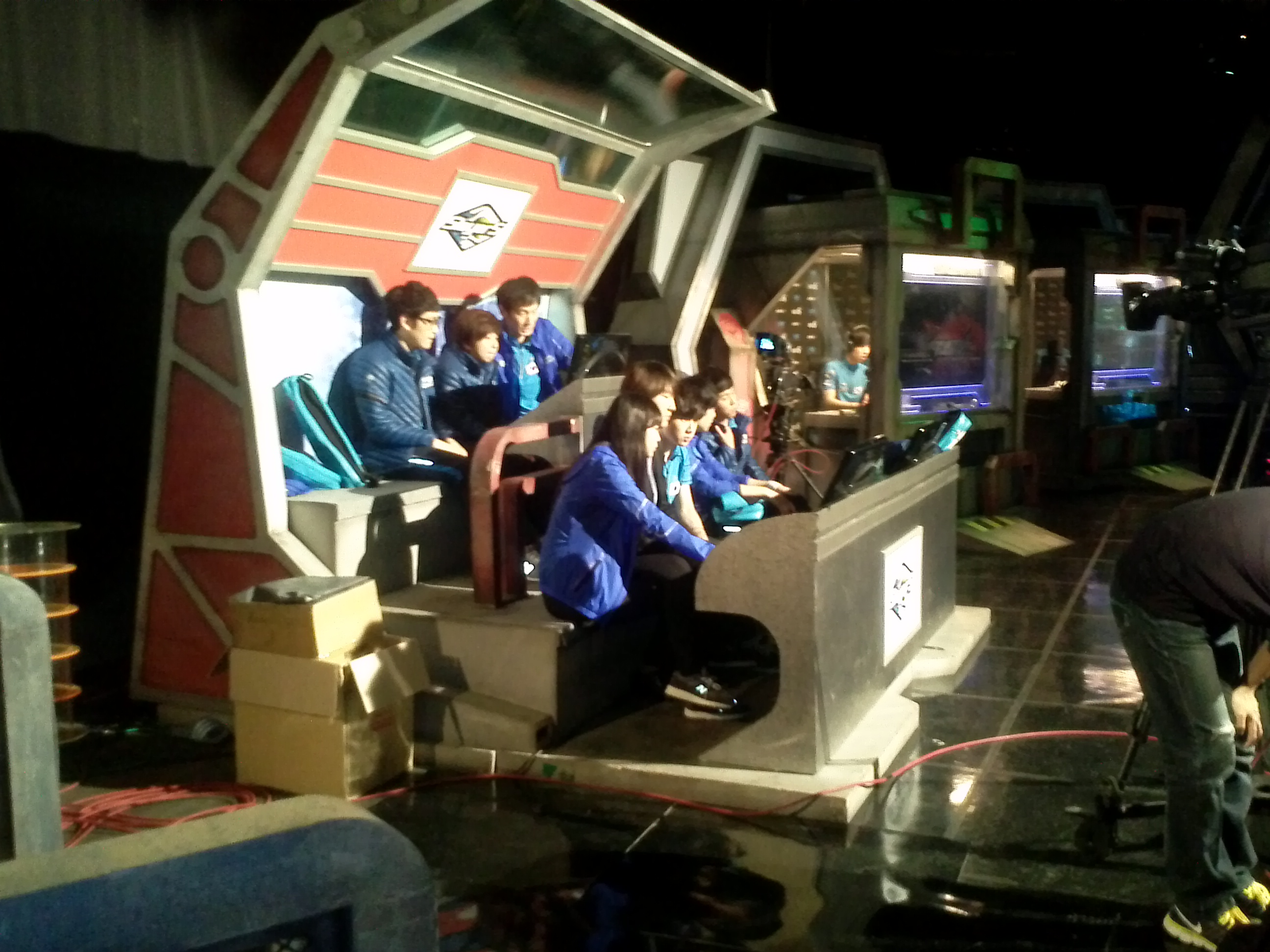
Команда в 2012 году

Команда была основана Лим «BoxeR» Ё Хваном и его будущей женой, Ким «Jessica» Га Ён, в конце 2010 года; Jessica стала менеджером команды. Изначально BoxeR планировал выстроить команду вокруг двух игроков — Мун «MMA» Сон Вона и Пак «DongRaeGu» Су Хо; однако DongRaeGu отказался вступать в команду, так как хотел сосредоточиться на учёбе. Команде быстро удалось получить крупного спонсора в лице Intel.
В 2011 году команда выиграла мартовский и майский сезоны Global StarCraft II Team League (GSTL).
В 2012 году команда заключила партнёрское соглашение с Evil Geniuses, согласно которому они совместно тренировались в тимхаусе SlayerS и объединялись для выступления во втором сезоне GSTL. Объединённой команде удалось дойти до финала этого турнира, в котором они проиграли команде FXOpen eSports. 1 сентября команды объявили о прекращении сотрудничества.
В мае 2012 года тренер SlayerS, ранее сыгравший большую роль в чемпионстве Мун «MMA» Сон Вона на Global StarCraft II League, перешёл в команду Woongjin Stars. В августе 2012 года BoxeR перешёл в команду SK Telecom T1 в качестве тренера. В октябре 2012 года Jessica объявила, что ноябрьский GSTL станет для команды последним. Команда распалась, и причинами Jessica называла конфликты внутри команды, тянувшиеся с момента её создания, и вражду с eSports Federation (eSF), возглавляемую тренером StarTale, которое выливалась в преследование игроков команды SlayerS. Так, когда Ким «GanZi» Дун Ю перешёл из Incredible Miracle (IM) в SlayerS, члены предыдущей команды стали обвинять киберспортсмена в продажности и клевете в сторону IM, и даже попытались добиться от  StarCraft 2 Confederation (предшественника eSports Federation) бана этого игрока. Другой конфликт между SlayerS и eSF разгорелся во время бойкота корейскими киберспортсменами иностранных турниров, в котором SlayerS не пожелали принять участие.
После распада команды часть игроков начала искать новые команды, в том числе иностранные; так, Мун «MMA» Сон Вон вёл переговоры с Evil Geniuses и Axiom Gaming. Три игрока — Ким «Puzzle» Сан Юн, Чхве «CoCa» Ён Хван и Хван «Min» Дох Хён — решили закончить киберспортивную карьеру по StarCraft II и перешли в дисциплину League of Legends.

## Состав
Под знамёнами SlayerS выступали следующие игроки:
- Лим «BoxeR» Ё Хван
- Юн «TaeJa» Йонг Сух
- Мун «MMA» Сон Вон
- Ким «GanZi» Дун Ю
- Ким «Puzzle» Сан Юн
- Ким «Ryung» Дон Вон
- Ян «Alicia» Джун Сик

## Достижения
- 2011 Global StarCraft II Team League March (1 место)
- 2011 Global StarCraft II Team League May (1 место)
- 2012 Global StarCraft II Team League Season 2 (2 место)